# Clínica Muñoz
La Clínica Muñoz fou una clínica privada de Girona. L'edifici, de l'any 1946, és una obra inclosa a l'Inventari del Patrimoni Arquitectònic de Catalunya.

## Edifici
És un edifici urbà entre mitgeres d'utilització sanitària, és desenvolupat en planta baixa i tres plantes pis. La façana presenta una composició amb referències a l'arquitectura clàssica. El basament presenta carreus de pedra de Girona i la façana superior acabada amb arrebossat es troba dividida en franges verticals per pilastres d'ordre corinti. La cornisa de remat emmotllurada es també de pedra de Girona.